# Кампуш, Эдуарду
Эдуарду Энрике Ассиоли Кампуш (порт. Eduardo Henrique Accioly Campos; 10 августа 1965, Ресифи, Пернамбуку — 13 августа 2014, Сантус, Сан-Паулу) — бразильский политический и государственный деятель. губернатор штата Пернамбуку (2007—2014), в 2010 году переизбранный на свой пост с более чем 80 % голосов избирателей.
Выросший в семье активных политических деятелей, борцов против режима военной диктатуры и приверженцев социалистического пути развития страны, Эдуарду Кампуш сам стал общенациональным лидером Социалистической партии и кандидатом на пост президента на всеобщих выборах 2014 года.
13 августа Кампуш погиб в авиакатастрофе в городе Сантус. В качестве кандидата социалистов его сменила Марина Силва.

## Биография

### Молодые годы, образование и семья
Эдуарду Кампуш родился 10 августа 1965 года в Ресифи, столице штата Пернамбуку, в семье поэта и писателя Максимиано Кампуша (19 ноября 1941 — 7 августа 1998) и будущей главы Счётной палаты Аны Арраес (р. 12 июля 1947). У них был ещё один сын, Антониу Кампуш (р. 25 июня 1968) — будущий адвокат, писатель и член Академии литературы штата Пернамбуку. Их дедом был Мигел Аррайнс (15 декабря 1916 — 13 августа 2005), бывший губернатор штата Пернамбуку, а племянником — Гуэль Арраес, режиссёр и директор «Rede Globo de Televisão».
В 1985 году Эдуарду окончил экономический факультет Федерального университета Пернамбуку.
Был министром науки, технологии и инноваций Бразилии в 2004 - 2005 годах.

## Личная жизнь
В 1991 году Кампуш женился на экономисте и аудиторе Ренате де Андраде Лиме Кампуш, с которой познакомился ещё в детстве. У них было пятеро детей: Мария Эдуарду, Жоау Энрике, Педру Энрике, Жозе Энрике и Мигель. Последний и младший сын родился 28 января 2014 года с диагнозом синдром Дауна.